# Игдир (вилајет)
Игдир (тур. Iğdır ili) је вилајет у Турској. Популација вилајета износи 25.066 становника. Административни центар вилајета је град Игдир.